# Пертуса
Пертуса (ісп. Pertusa) — муніципалітет в Іспанії, у складі автономної спільноти Арагон, у провінції Уеска. Населення — 110 осіб (2009).
Муніципалітет розташований на відстані близько 350 км на північний схід від Мадрида, 27 км на південний схід від Уески.

## Демографія
Динаміка населення (INE ):

## Галерея зображень

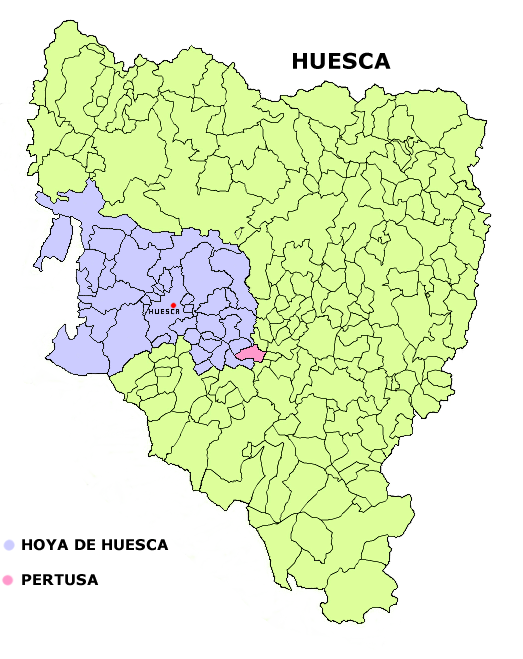
Розташування муніципалітету